# Lennox Berkeley
Lennox Randal Francis Berkeley (ur. 12 maja 1903 w Oksfordzie, zm. 26 grudnia 1989 w Charles Hospital w Londynie) – brytyjski kompozytor, jedyny syn kapitana Hastingsa Berkeleya i Aline Harris.

## Życiorys
Zainteresowanie muzyką okazywał od najmłodszych lat. Wykształcenie odebrał w Gresham’s School, St. George’s School (podczas nauki w tej szkole, w 1920 r., dał swój pierwszy publiczny koncert na fortepianie) oraz w Merton College w Oksfordzie. W 1926 r. przerwał naukę na uczelni i rok później udał się do Francji razem z Nadią Boulanger. To prawdopodobnie pod jej wpływem Berkeley przeszedł w 1928 r. na katolicyzm. Berkeley podziwiał muzykę Ravela, z którym się zaprzyjaźnił. Podziwiał również Mozarta, Chopina i Strawinskiego.
Wielki wpływ na Berkeleya wywarła osobista i zawodowa znajomość z Benjaminem Brittenem, którego poznał podczas Międzynarodowego Festiwalu Muzyki Współczesnej w Barcelonie w 1936 r. Britten był o 10 lat młodszy od Berkeleya, ale muzyka obydwu była uderzająco podobna. Napisali razem m.in. suitę Mont Juic, na podstawie melodii, które usłyszeli w Barcelonie, i przez wiele lat nie wiadomo było który z kompozytorów napisał poszczególne części.
Po wybuchu II wojny światowej rozpoczął pracę w radiu BBC. W 1946 r. został profesorem w Królewskiej Akademii Muzycznej. Był nim do 1968 r. Jego podopiecznymi byli m.in. Richard Rodney Bennett, David Bedford i John Tavener. W 1957 r. został komandorem Orderu Imperium Brytyjskiego. W 1974 r. otrzymał szlachectwo za zasługi dla muzyki z rąk królowej Elżbiety. W latach 1977–1983 przewodniczył Cheltenham Festival. W 1979 r. został prezesem Brytyjskiego Towarzystwa Muzycznego.
Przejście na katolicyzm spowodowało, że w jego twórczości często pojawiały się motywy religijne. Pod koniec życia stał się zwolennikiem serializmu, w związku z czym jego muzyka stała się cięższa i mroczniejsza. W 1985 r. zmuszony został zaprzestać komponowania z powodu postępującej choroby Alzheimera. Pod koniec życia trafił do Charles Hospital w Londynie. Opiekujące się nim pielęgniarki nie znały jego tożsamości, ale domyślały się, że to ktoś ważny, z powodu odwiedzania go przez wysoko postawionych gości. Zmarł w szpitalu w 1989 r.

## Rodzina
W 1946 r. poślubił Elizabeth Fredę Bernstein, córkę Isaaca Bernsteina. Lennox i Elizabeth mieli razem trzech synów:
- Michael Fitzhardinge Berkeley (ur. 29 maja 1948)
- Julian Lennox Berkeley (ur. 1950)
- Nicholas Eadnoth Berkeley (ur. 1956), ożenił się z Tessą Moffat, ma dzieci

## Prace Lennoxa Berkeleya

### Główne prace
- Serenada na skrzypce (Serenade for Strings, 1939 r.)
- Divertimento (1943 r., z orkiestrą)
- Cztery poematy o św. Teresie z Avila (Four Poems of St Teresa of Avila, 1947 r.)
- Trio na róg, skrzypce i pianino (Trio for Horn, Violin and Piano, 1953 r.)
- Obiad zaręczynowy (Dinner Engagement, 1954 r., opera)
- Missa Brevis (1960 r., chór i organy)

### Pozostałe prace
- Utwory Berkeleya
- Dyskografia Berkeleya